# Monastero di Santa Barbara
Il monastero di Santa Barbara è un ex monastero situato nel comune di Mammola, in provincia di Reggio Calabria. Dal 1969 ospita il parco-museo di arte contemporanea Musaba realizzato dagli artisti Nik Spatari e Hiske Maas.

## Storia

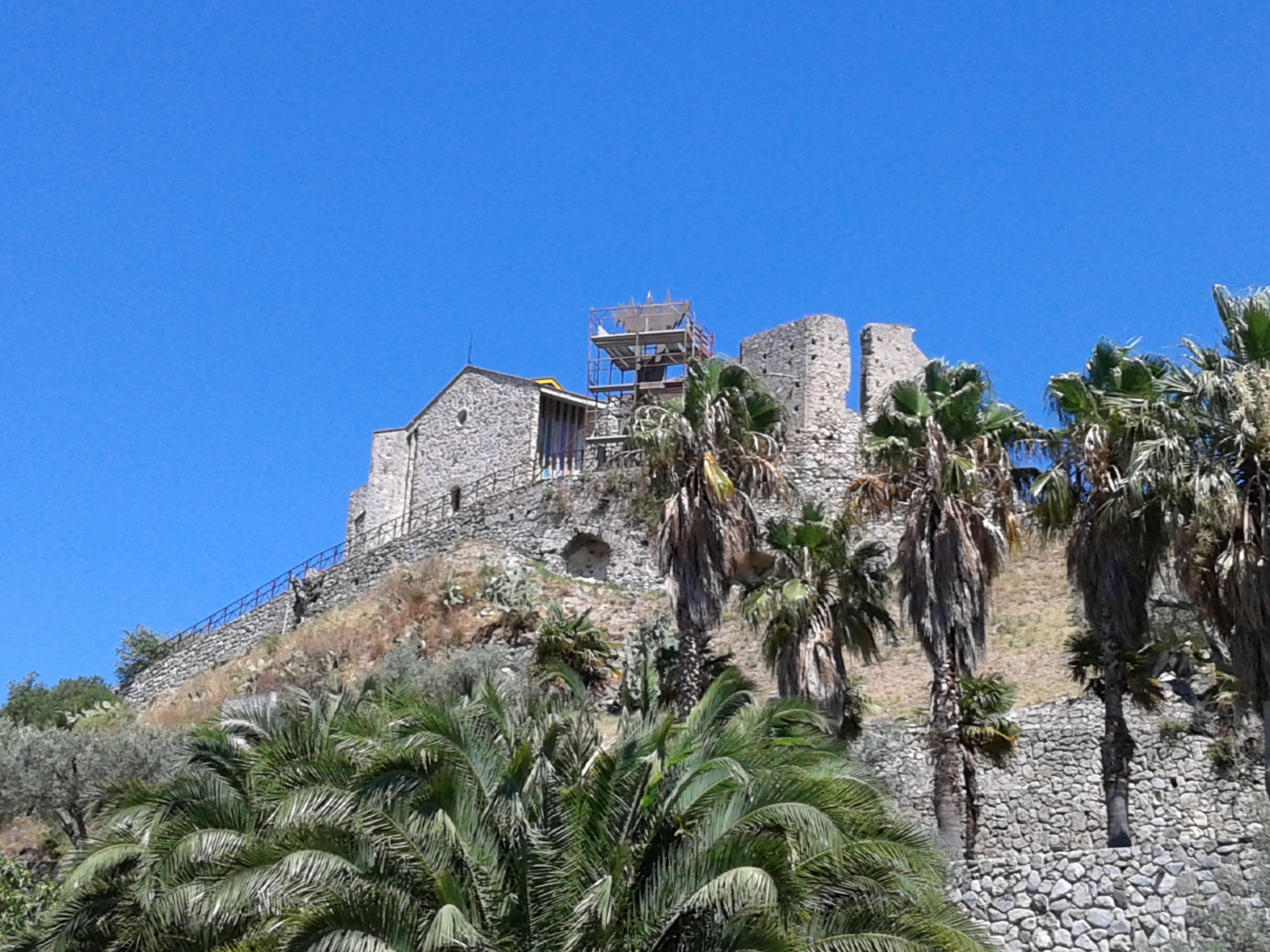
Veduta dal basso del Monastero di Santa Barbara

Il monastero si trova nella parte più alta di una rupe alla quale ha dato il nome ("rupe Santa Barbara"). Una prima chiesa paleocristiana fu costruita in quel luogo tra il 300 e il 450. La chiesa era caratterizzata da tre nicchie e per accedervi si passava dagli strapiombi a ovest.
Il monastero vero e proprio fu fondato nel X secolo dall'Ordine basiliano, che possedeva numerosi terreni nei territori di Mammola, di Grotteria, di Gioiosa Ionica, di Siderno, di Canolo, di Gerace e di Caulonia. Il monastero ospitava all'interno della cinta muraria i magazzini che ne custodivano i prodotti. In seguito fu menzionato anche come "Grancia di San Fantino de Proteriate".
Tra il 1000 e il 1100 la chiesa venne ristrutturata dai certosini, a seguito di un terremoto. Nel 1193 passò in possesso ai cistercensi, i quali vi rimasero fino al 1514. 

Successivamente il complesso ritornò in possesso dei certosini, che lo ristrutturarono e vi rimasero fino all'abolizione del feudalesimo nel 1808. In seguito fu abbandonato, spogliato di ogni rilievo architettonico e utilizzato come dimora da contadini. Nella seconda metà del Novecento fu trasformato in parco-museo.

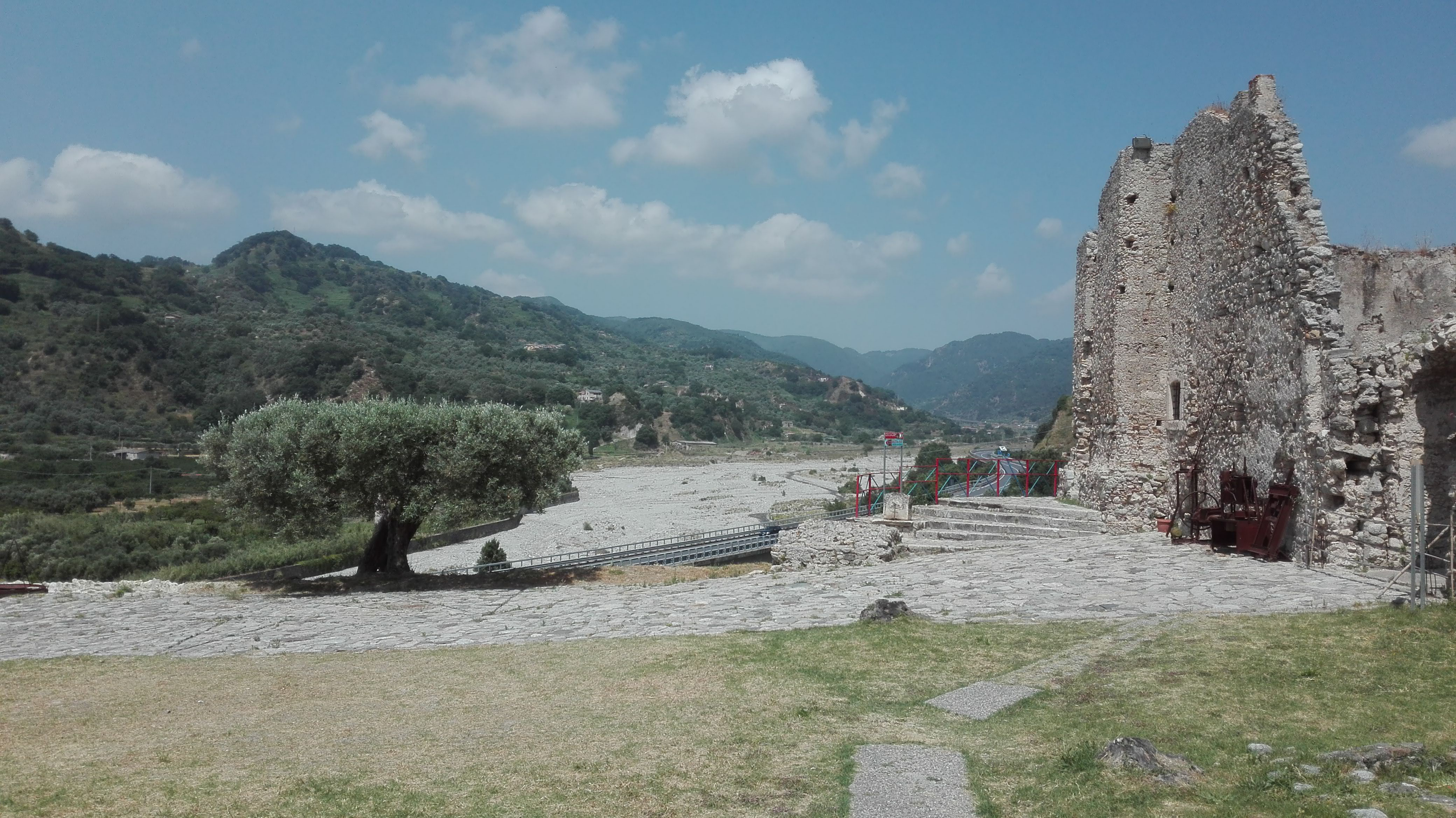
Letto del Torbido

## Struttura
All'interno del parco-museo gli elementi naturali, come la vallata del fiume Torbido, con il fiume Torbido e il torrente Neblà, gli strapiombi dell'acrocoro e i giardini mediterranei, si uniscono ai resti archeologici, alle sculture monumentali e alle opere funzionali e architettoniche aggiunte grazie all’intervento di Spatari e Maas.
Dal punto di vista strutturale, il Musaba è costituito principalmente dall' ex monastero in cui si trova la chiesa ristrutturata dai certosini, sconsacrata. Intorno al complesso si sviluppa un vasto parco di sette ettari di terreno con alberi, ulivi, agrumi e giardini mediterranei. Fuori dalle mura del monastero si trova la Rosa dei Venti, una struttura realizzata da Spatari, che funge da  sala espositiva e da biglietteria. La chiesa, nella quale si trova la celebre opera di Spatari Il Sogno di Giacobbe, è raggiungibile attraverso un corridoio in legno che la collega alla Rosa dei Venti. 
Dalla Rosa dei Venti proseguendo su una strada in pietra, a un livello più basso, si trova il Camaleonte, una struttura abitabile in fase di restauro. Nell'area sottostante la rupe si trova l'ex stazione Santa Barbara delle Ferrovie Calabro Lucane, che è stata ristrutturata nel 1987 da Maas e Spatari e trasformata in un laboratorio d'arte. Accanto all'ex  stazione  è posta la Foresteria, una struttura le cui facciate esterne risultano decorate con murales realizzati da Spatari. 
A ridosso del parco si trova la Strada statale 682; alcuni piloni della strada, posti all'ingresso a valle del museo, sono stati decorati da volontari e studenti. Accanto alla strada statale è stato creato un labirinto di siepi, ispirato alla forma di un piede.

### Chiesa
La chiesa conserva la volta e un'abside, con nicchie disposte sul lato orientale, proprie del rito greco-bizantino. Il chiostro venne invece costruito sui resti di una cisterna di epoca romana, sormontata da una volta a botte.
Tra il 1985 e il 1986 alla chiesa vennero aggiunte tre nicchie. La  struttura venne allungata di tre metri e il tetto fu costruito con volte triangolari a vela e a campana. La chiesa fu successivamente ristrutturata da Spatari tra il 1990 e il 1994, quando venne realizzata l’opera Il sogno di Giacobbe, che copre interamente l’abside e la volta.

## Il museo

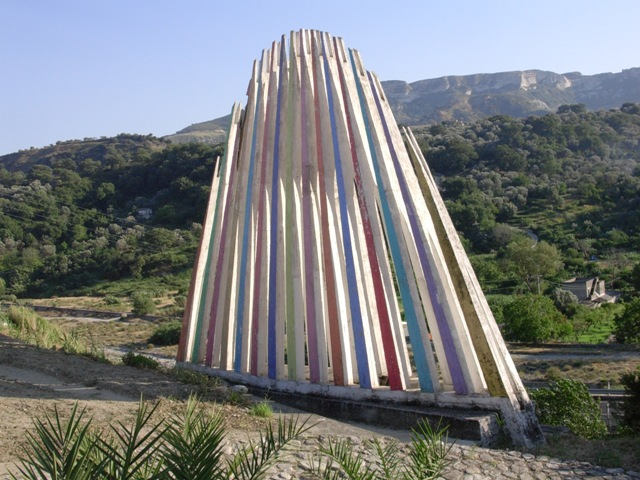
Scultura nel Parco museo Santa Barbara

Nel 1969, l'artista Nik Spatari ha realizzato nel monastero il "Parco museo Santa Barbara", un museo privato di arte contemporanea.
Nel 1971, Spatari e la moglie Hiske Maas organizzarono sul luogo la prima mostra espositiva, adattandola ai ruderi.
Nel parco-museo si trovano opere  realizzate da Spatari e da studenti locali. In parallelo, l'ex stazione di Santa Barbara è stata trasformata in un laboratorio artistico. Infatti, l’opera di Spatari si ispira alle tipiche botteghe rinascimentali, che vedevano il maestro accompagnato dai suoi allievi nel proprio lavoro. Al Musaba vengono organizzate attività artistiche, come per esempio laboratori di mosaico e concorsi che coinvolgono studenti di tutte le età. Si trovano inoltre opere  realizzate da artisti Internazionali come Jin Jong Chen, Karl Heinz, Pietro Gentili, in cambio di ospitalità.
Negli edifici svolgono un ruolo importante i colori complementari, in quanto creano un forte contrasto con i colori della realtà e sono spesso utilizzati nella rappresentazione di figure geometriche. Questa impostazione è usata nei tetti triangolari delle 11 stanze della Foresteria e  nel tetto della Rosa dei Venti, realizzato con forme geometriche che riprendono i triangoli tipici della cultura  egizia e gli esagoni orientali..

### Le opere di Nik Spatari
Le opere di Spatari hanno la particolarità di essere funzionali e allo stesso tempo espressive: gli elementi architettonici  vengono infatti plasmati come sculture, mescolando l'astrazione simbolica con la realtà e il paesaggio.

#### Il sogno di Giacobbe
Il Sogno di Giacobbe è un affresco, alto 14 metri e lungo 6, realizzato da Spatari e che ricopre l'abside della chiesa. L'affresco è stato realizzato dall'artista con una particolare tecnica: mentre il fondo è dipinto, le figure, gli animali e gli uomini sono ritagliate su fogli di legno leggero, successivamente dipinti e applicati come rilievi, dando l'impressione di essere staccate dal fondo e trasmettendo un senso di tridimensionalità. Per questo motivo l'opera può essere considerata un "murale tridimensionale". 
La figura di Giacobbe, il quale ha le stesse fattezze di Spatari, rappresenta la sofferenza e anche una sorta di alter-ego dell'artista. La scena della morte rappresenta la parte più significativa dell'intero affresco: Giacobbe viene raffigurato accasciato, accerchiato da donne che piangono.Spatari ha dichiarato di sentirsi simile a Giacobbe, poiché quest'ultimo proprio come lui, ha dovuto lottare con gli uomini del suo tempo. Anche per questo motivo l'opera è dedicata a Tommaso Campanella, utopista autore della Città del Sole, e a Michelangelo, "astronauta della Cappella Sistina", che hanno subito la persecuzione dei loro tempi.

#### Rosa dei Venti
Rosa dei Venti è una struttura annessa al museo, in cui si trovano esposte opere dell'artista realizzate dal 1943 al 2010.  È stata costruita tra il 2008 e il 2013, con materiali recuperati direttamente dal sito come pietre provenienti dal complesso monastico, travi e legname dai boschi nelle vicinanze, utilizzati per realizzare il pavimento e per i rivestimenti interni, e ceramiche colorate, utilizzate  per i rivestimenti esterni. Le forme geometriche utilizzate sono ispirate ai tipici triangoli egizi e agli esagoni dell'antico oriente.

#### Farfalla
Si tratta di una scultura rappresentante una farfalla, le cui ali sono state realizzate con fondi di bottiglie di vetro colorate.

#### Foresteria
Oltre a essere un'opera artistico-architettonica, è anche un residence con 11 stanze colorate e decorate con murales ispirati all'arte moderna e contemporanea, 22 posti letto e una sala da pranzo. Le pareti del chiostro della Foresteria sono caratterizzate anche da mosaici, realizzati con materiali di recupero come vetro e cemento colorato, che rappresentano scene del Vecchio Testamento e del Nuovo Testamento.

#### Ombra della Sera
Si tratta di una scultura in ferro vecchio alta 15 metri che rappresenta un uomo che marcia. L'opera fa riferimento alla celebre statuetta etrusca Ombra della sera.

#### Punk
Punk è un'opera  ricavata dal tronco di un olivo e successivamente completata con pietre.

#### Concetto universale
La scultura, diventata simbolo del parco stesso, è stata realizzata da studenti locali in calcestruzzo dipinto, ed è visibile in tutta la vallata, in quanto posta in alto sulla rupe Santa Barbara. Concetto Universale inoltre simboleggia varie forme proiettate verso l'alto all'infinito, come per esempio un "veliero", "raggi solari" o persino una  "cattedrale".

#### SaBa Lizard
Questo progetto riguarda la realizzazione di sculture e dipinti ispirati a lucertole realizzate precedentemente da artisti internazionali. La prima opera del progetto è una scultura realizzata da Hiske Maas e Nik Spatari.

### Le opere degli artisti internazionali
Oltre le sculture di Nik Spatari, all'interno del parco è possibile osservare le opere di diversi artisti internazionali che sono stati ospitati al Musaba.
- Maschere, due grandi maschere realizzate in calcestruzzo dipinto, con pietre e vetro, dallo svizzero Bruno Sutter.
- Luminous trees, una scultura che rappresenta uno spazio sacro, collocata lungo il torrente Torbido e realizzata da Masafumi Maita contorcendo materiale di recupero.

- Fountain, una sfera divisa a metà,  posta all'ingresso del parco, realizzata da Jing Jong Chen, il quale utilizza la tecnica del calcestruzzo dipinto e rivestimenti in pietrine di mare per decorare le semisfere.

- Lancia, realizzata dall'artista austriaco Karl Heinz Steck, rappresenta una lancia che trafigge un lato della cappella del complesso monastico.

- Fireman, realizzata da Italo Scagna, è situata nel punto in cui era stato recuperato un busto medievale che raffigurava Santa Barbara. L'opera è fortemente simbolica poiché rappresenta la protezione da fulmini e fiamme per il parco.

- L'angelo di Santa Barbara è un'installazione realizzata da Pietro Gentili in calcestruzzo dipinto, ferro e specchi che si trova davanti alle mura antiche del monastero, portandone il riflesso.

- Tredici sassi creato dall'artista giapponese Shigeo Toya utilizzando del legno d'ulivo che riprende la forma dei sassi, la quale rappresenta la simbiosi tra alberi e artista.

- Donna Fontana è una scultura-fontana, realizzata dall'artista statunitense Stevi Kerwin, che rappresenta una donna a pancia in giù. Nel 2006 l'opera è stata ricoperta da Spatari, insieme ad allievi e volontari internazionali, con frammenti di ceramica cotta.

- Passo di Danza (Colored dance strip) della olandese Petra Rhijnsburger  è una pavimentazione in calcestruzzo colorato  che rappresenta dei veri passi di danza. L'opera è stata inaugurata dall'artista stessa attraverso un'esibizione di danza contemporanea

- Stele di David in calcestruzzo dipinto progettata dal cinese Hsiao Chin al fine di impedire la costruzione della superstrada sul parco-museo.

- Solstizio d'estate è una croce greca, progettata dall'artista statunitense Barbara Quinn e realizzata da Spatari per consentire di ammirare il tramonto incorniciato dalla croce stessa. La particolarità dell'opera è la tecnica utilizzata: i grandi blocchi nei quali è divisa l'opera sono rivestiti in terracotta e frammenti di ossa di animale, rinvenuti dagli scavi archeologici.

- Vegetazione extraterrestre rappresenta una serie di alberi raggruppati e di altezze diverse, realizzati in calcestruzzo dipinto, ceramica e pietra dall'artista romano Bruno Conte.

- Onda, realizzata dal giapponese Motoaki Ozumi in calcestruzzo dipinto, è collocata ad ovest del promontorio "L'isola di Hiske".

- La Stele è una scultura realizzata in calcestruzzo dipinto dalla statunitense Mary Jane Moross. Il parallelepipedo è decorato con simboli che rappresentano un alfabeto personale dell'artista, ispirato al luogo.

- Nave rappresenta un complesso navale di colore rosso, sostenuto da  cavi dando l'impressione di essere sospeso nello spazio. L'opera è stata realizzata in legno, ferro e cavi dallo scultore americano Gilles Jean Giuntin.

- Sculpture Walls è  un progetto, che prevede la realizzazione di sculture scolpite da mura antiche e nuove del museo, portato avanti da volontari internazionali e da allievi di Spatari stesso. Le sculture sono realizzate in pietra arenaria, scolpita e inserita nella struttura murale.

Totem e Donna Montagna, per esempio, sono alcune opere poste nello Sculpture Wall. La prima è stata realizzata da Bruno Kempf nel 1982, la seconda  dal canadese di origine calabrese Alberto Coluccio, il quale era stato conosciuto da Spatari a una mostra a Toronto.